# 23383 Schedios
23383 Schedios este o planetă minoră (asteroid) din Asteroid troian al lui Jupiter. A fost descoperită pe 25 septembrie 1973 la Observatorul Palomar de Cornelis Johannes van Houten. 
Obiectul prezintă o orbită caracterizată de o semiaxă mare de 5,2006592 UAi, o excentricitate de 0,108, o înclinație de 10,82093 ° în raport cu ecliptica.